# The Best in Me
The Best in Me (noto anche come Mon alliée) è un singolo del cantante francese Tom Leeb, pubblicato il 16 febbraio 2020 su etichetta discografica Roy Music. Il brano è scritto dallo stesso cantante con John Lundvik, Amir Haddad, Léa Ivanne, Thomas G:son e Peter Boström.
Il brano è stato selezionato internamente dall'ente radiotelevisivo nazionale France Télévisions per rappresentare la Francia all'Eurovision Song Contest 2020 a Rotterdam, nei Paesi Bassi. Tom Leeb ha presentato il brano cantandolo dal vivo presso la Tour Eiffel; l'esibizione è stata trasmessa dal vivo su France 2 e seguita da 4.130.000 telespettatori. Facendo la Francia parte dei Big Five, il brano avrebbe gareggiato direttamente alla serata finale del 16 maggio 2020. Il brano ha subìto anche alcuni revamp, uno dei quali uscito dopo la cancellazione effettiva dell'evento, annunciata il 18 marzo 2020 a causa dell'emergenza sanitaria dovuta al COVID-19.

## Tracce
1. The Best in Me – 3:00

## Classifiche
| Classifica (2020) | Posizione massima |
| ----------------- | ----------------- |
| Belgio (Vallonia) | 77                |